# Општина Солонц (Бакау)
Солонц (рум. Solonţ) општина је у Румунији у округу Бакау.
Oпштина се налази на надморској висини од 420 m.